# Friedrich von Sonnenburg
Friedrich von Sonnenburg byl středověký potulný básník (minnesänger) pocházející z okolí kláštera Sonnenburg v Pustertalu u Brixenu v jižním Tyrolsku (je tedy považován za klasika rakouské literatury). Byl pravděpodobně měšťanského původu. Je možné, že získal částečnou klášterní výchovu a znalost latiny, ale jeho vzdělání patrně nebylo pevné - často hovoří o tom, že slyšel někoho mluvit o tom, co četl, nikdy, že by něco sám četl. Tvrzení v jeho básních o dalekých cestách, jež měl absolvovat, jsou zřejmě falešným vychloubáním. Během let cca 1250 až 1275 vytvořil přes 70 básní s nejrůznější tematikou. Dvě z nich se týkají českého prostředí a českých králů, na jejichž dvoře nějaký čas působil (pobýval též na dvoře bavorském, tyrolském a durynském). V jedné z nich je český král oslavován a svou štědrostí a bohatstvím přirovnáván k Saladinovi. V druhé básník jako očitý svědek popisuje uherské tažení Přemysla Otakara II. v roce 1271. V roce 1273 už ale hájí proti Otakarovi Rudolfa Habsburského, což nás může zorientovat v otázce, kdy opustil pražský dvůr. Jeho básně jsou politické, didaktické i náboženské. Při vychvalování štědrých knížat nešetří květnatými metaforami, jeho styl bývá označován za hravý, byť například Allgemeine Deutsche Biographie z roku 1894 jeho styl hodnotí dosti nemilosrdně slovy jako "žvanivé tlachání přecházející do hloupého blábolení", "nemotorné koktání působící dětinsky" nebo "nahá neschopnost". "Žádný závan čerstvého vzduchu nepohne šedým mrakem nudy, který dumá nad Sonnenburgovou poezií," uvádí též biografická příručka. Slovník také kritizuje jeho slovní zásobu a schopnost rýmovat. V jeho nábožensko-didaktických výrocích nacházíme krom obvyklého připomenutí pomíjivosti světa a chvály Boží všemohoucnosti i řadu oslovení Panny Marie. Někdy jde o scholastickou hru se slovy, ale na některých místech je cítit autentičtější vřelost. Často ve svých básních nadává chudým a rolníkům - šlechtic a rolník jsou pro něj nejen společenskými, ale i mravními protiklady.

## Ukázka textu
"Kde sedm týdnů český král
s královskou slávou bojoval,
kde dobře dvacet pevností
vzal - v zemi uherské - já s ním byl všady.
Přes Dunaj most vzdor Uhrům postavil,
ten dlouhý tisíc loktů byl,
řek osm potom přemostí - 
a Bratislavy dobude pak útokem bez vady.
Altenburg zřel jsem obléhat
ze všech stran, na vodě a na souši,
Miesenburg nemoha vzdorovat
- věže i valy mu rozmetal - se sotva bránit pokouší,
a Huny od té chvíle
-bylo jich třicet tisíc snad -
on začal do Rábnice hnát
(jich mnoho utonulo) daleko na tři míle."